# Chrysostoma paradoxum
Chrysostoma paradoxum is een slakkensoort uit de familie van de Trochidae. De wetenschappelijke naam van de soort is voor het eerst geldig gepubliceerd in 1780 door Born.